# Конкакафов златни куп 1998.
Конкакафов златни куп 1998. било је четврто издање Златног купа, фудбалског шампионата Северне Америке, Централне Америке и Кариба (KОНKАKАФ).
Турнир је поново одржан у Сједињеним Државама, али овај пут домаћини су били размештени у три града Лос Анђелесу, Мајамију и Оукланду. Формат турнира се променио од 1996. године, проширен је на десет екипа, по четири у групи А и по три у групама Б и Ц. Најбољи тим у свакој групи, плус другопласирани у групи А, пласирали су се у полуфинале. Бразил је поново позван, и овај пут је довео свој сениорски тим.
Јамајка је, спремајући се за Светско првенство 1998., на првој утакмици је одиграла одличну утакмицу против Бразилаа. Првобитно се нису квалификовали за турнир, али Канада се повукла, дајући им место. Јамајка је тада била на челу Групе А испред Бразила (одиграли су нерешено 0 : 0, што је био успех за Јамајку а и изненеђење турнира). У полуфиналу су Сједињене Државе победиле Бразил, пошто је Преки постигао једини гол, а голман САДа Кејси Келер сачувао своју мрежу. У финалу Сједињене Државе нису могле да понове тај наступ пред промексичком финалном публиком у Лос Анђелесу. Мексико је освојио свој трећи узастопни Златни куп, 1 : 0, голом Луиса Ернандеза.

## Учесници финала
| Репрезентација                                                  | Квалификација        | Наступи              | Задњи наступ         | Најбољи резултат        | Фифина ранг-листа    |
| Северноамеричка зона                                            | Северноамеричка зона | Северноамеричка зона | Северноамеричка зона | Северноамеричка зона    | Северноамеричка зона |
| --------------------------------------------------------------- | -------------------- | -------------------- | -------------------- | ----------------------- | -------------------- |
| Мексико (TH)                                                    | Аутоматски           | 4.                   | 1996.                | Шампиони (1993.,1996)   | 5.                   |
| Сједињене Државе                                                | Аутоматски           | 4.                   | 1996.                | Шампиони (1991)         | 28.                  |
| Карипска зона квалификован преко Куп Кариба 1997.               |                      |                      |                      |                         |                      |
| Тринидад и Тобаго                                               | Победник             | 3.                   | 1996.                | Групна фаза (1991,1996) | 56.                  |
| Јамајка                                                         | треће место          | 3.                   | 1993.                | треће место (1993)      | 39.                  |
| Куба                                                            | Плејоф               | 1.                   | Нема                 | Деби                    | 88.                  |
| Централноамеричка зона квалификован преко ЦКФК куп нација 1997. |                      |                      |                      |                         |                      |
| Костарика                                                       | Победници            | 3.                   | 1993.                | Треће место (1993)      | 51.                  |
| Гватемала                                                       | Други                | 3.                   | 1996.                | Четврто место (1996)    | 83.                  |
| Салвадор                                                        | Треће место          | 2.                   | 1996.                | Групна фаза (1996)      | 64.                  |
| Хондурас                                                        | Четврто место        | 4.                   | 1996.                | Друго место (1991)      | 73.                  |
| Остали                                                          |                      |                      |                      |                         |                      |
| Бразил                                                          | Позвани              | 2.                   | 1996.                | Друго место (1996)      | 1.                   |

Белешке:
1. ↑  Канада је одустала и замењена је са Јамајком

### Квалификациони плеј-оф
Плеј-оф између Кубе, другопласираног са Карипског купа 1996. и Сент Китса и Невиса, вицешампиона са Карипског купа 1997. године, одржан је како би се одредило која ће се нација квалификовати за Златни куп Конкакафа 1998. године.
| Куба | 2 : 0    | Сент Китс и Невис |
| ---- | -------- | ----------------- |
|      | Извештај |                   |

## Стадиони
| Лос Анђелес       | Окланд            | Мајами            |
| ----------------- | ----------------- | ----------------- |
| Мемориал колосеум | Окланд колосеум   | Оранџ боул        |
| Капацитет: 93.607 | Капацитет: 63.026 | Капацитет: 74.476 |
|                   |                   |                   |

## Састави
Од свих десет репрезентација које су учествовале на турниру се тражило да региструју тим од 20 играча, само играчи који су се налазили на списку су имали право да учествују на турниру.

## Групна фаза

### Група А
| Pos | Тим       | О | П | Н | И | ГД | ГП | ГР | Бод. | Qualification         |
| --- | --------- | - | - | - | - | -- | -- | -- | ---- | --------------------- |
| 1   | Јамајка   | 3 | 2 | 1 | 0 | 5  | 2  | +3 | 7    | Кв. се за Нокаут фазу |
| 2   | Бразил    | 3 | 1 | 2 | 0 | 5  | 1  | +4 | 5    | Кв. се за Нокаут фазу |
| 3   | Гватемала | 3 | 0 | 2 | 1 | 3  | 4  | −1 | 2    |                       |
| 4   | Салвадор  | 3 | 0 | 1 | 2 | 0  | 6  | −6 | 1    |                       |

| Салвадор | 0 : 0    | Гватемала |
| -------- | -------- | --------- |
|          | Извештај |           |

| Бразил | 0 : 0    | Јамајка |
| ------ | -------- | ------- |
|        | Извештај |         |

| Бразил      | 1 : 1    | Гватемала             |
| ----------- | -------- | --------------------- |
| Ромарио 79’ | Извештај | Хуан Карлос Плата 90’ |

| Салвадор | 0 : 4    | Бразил                                                               |
| -------- | -------- | -------------------------------------------------------------------- |
|          | Извештај | Едмундо Алвес де Соуза Нето 7’ · Ромарио 19’ · Жоване Елбер 87’, 90’ |

| Гватемала                                 | 2 : 3    | Јамајка                              |
| ----------------------------------------- | -------- | ------------------------------------ |
| Хуан Карлос Плата 16’ · Едвин Вестфал 84’ | Извештај | Пол Хол 14’, 67’ · Енди Вилијамс 55’ |

| Јамајка                              | 2 : 0    | Салвадор |
| ------------------------------------ | -------- | -------- |
| Маркус Гајл 41’ · Фицрој Симпсон 62’ | Извештај |          |

### Група Б
| Pos | Тим               | О | П | Н | И | ГД | ГП | ГР | Бод. | Qualification         |
| --- | ----------------- | - | - | - | - | -- | -- | -- | ---- | --------------------- |
| 1   | Мексико           | 2 | 2 | 0 | 0 | 6  | 2  | +4 | 6    | Кв. се за Нокаут фазу |
| 2   | Тринидад и Тобаго | 2 | 1 | 0 | 1 | 5  | 5  | 0  | 3    |                       |
| 3   | Хондурас          | 2 | 0 | 0 | 2 | 1  | 5  | −4 | 0    |                       |

| Хондурас         | 1 : 3    | Тринидад и Тобаго                     |
| ---------------- | -------- | ------------------------------------- |
| Карлос Павон 66’ | Извештај | Џарен Никсон 35’ · Стерн Џон 39’, 70’ |

| Мексико                                                              | 4 : 2    | Тринидад и Тобаго                   |
| -------------------------------------------------------------------- | -------- | ----------------------------------- |
| Рамон Рамирез 37’ · Луис Ернандез 63’, 82’ · Франциско Паленсија 65’ | Извештај | Клинт Марсел 59’ · Џарен Никсон 75’ |

| Мексико         | 2 : 0    | Хондурас |
| --------------- | -------- | -------- |
| Бланко 22’, 86’ | Извештај |          |

### Група Ц
| Pos | Тим              | О | П | Н | И | ГД | ГП | ГР | Бод. | Qualification         |
| --- | ---------------- | - | - | - | - | -- | -- | -- | ---- | --------------------- |
| 1   | Сједињене Државе | 2 | 2 | 0 | 0 | 5  | 1  | +4 | 6    | Кв. се за Нокаут фазу |
| 2   | Костарика        | 2 | 1 | 0 | 1 | 8  | 4  | +4 | 3    |                       |
| 3   | Куба             | 2 | 0 | 0 | 2 | 2  | 10 | −8 | 0    |                       |

| Сједињене Државе                                            | 3 : 0    | Куба |
| ----------------------------------------------------------- | -------- | ---- |
| Рој Вегерле 55’ · Ерик Вајналд 58’ · Џо Макс Мур 76’ (пен.) | Извештај |      |

| Костарика                                                                                  | 7 : 2    | Куба                                   |
| ------------------------------------------------------------------------------------------ | -------- | -------------------------------------- |
| Остин Бери 3’ · Пауло Ванчоп 21’, 32’, 64’, 78’ · Вилмер Лопез 29’ (пен.) · Рој Мајерс 44’ | Извештај | Луис Мартен 50’ · Едуардо Себранго 90’ |

| Сједињене Државе       | 2 : 1    | Костарика        |
| ---------------------- | -------- | ---------------- |
| Еди Поп 7’ · Преки 78’ | Извештај | Алан Овиједо 56’ |

## Нокаут фаза
|  | Полуфинале                | Полуфинале |                           |   | Финале | Финале |
|  |                           |            |                           |   |        |        |
|  | 10. фебруар – Лос Анђелес |            |                           |   |        |        |
|  |                           |            |                           |   |        |        |
|  | Сједињене Државе          | 1          |                           |   |        |        |
|  | Сједињене Државе          | 1          | 15. фебруар – Лос Анђелес |   |        |        |
|  | Бразил                    | 0          |                           |   |        |        |
|  | Бразил                    | 0          | Сједињене Државе          | 0 |        |        |
|  | 12. фебруар – Лос Анђелес |            | Сједињене Државе          | 0 |        |        |
|  |                           | Мексико    | 1                         |   |        |        |
|  | Јамајка                   | Мексико    | 1                         | 0 |        |        |
|  | Јамајка                   |            |                           | 0 |        |        |
|  | Мексико                   | 1          |                           |   |        |        |
|  | Мексико                   | 1          | Треће место               |   |        |        |
|  |                           |            |                           |   |        |        |
|  | 14. фебруар – Лос Анђелес |            |                           |   |        |        |
|  |                           |            |                           |   |        |        |
|  | Бразил                    | 1          |                           |   |        |        |
|  | Бразил                    | 1          |                           |   |        |        |
|  | Јамајка                   | 0          |                           |   |        |        |

### Полуфинале
| Сједињене Државе | 1 : 0    | Бразил |
| ---------------- | -------- | ------ |
| Преки 65’        | Извештај |        |

| Мексико            | 1 : 0 (з.г.) | Јамајка |
| ------------------ | ------------ | ------- |
| Луис Ернандез 105’ | Извештај     |         |

### Утакмица за треће место
| Бразил      | 1 : 0    | Јамајка |
| ----------- | -------- | ------- |
| Ромарио 77’ | Извештај |         |

### Финале
| Сједињене Државе | 0 : 1    | Мексико           |
| ---------------- | -------- | ----------------- |
|                  | Извештај | Луис Ернандез 43’ |

| САД | Мексико |

## Статистика

### Голгетери
4. гола
- Пауло Ванчоп
- Луис Ернандез

3. гола
- Ромарио

### Достигнућа
| Најбољи играч Кејси Келер | Победник Конкакафовог златног купа 1998. Мексико 3° титула | Најбољи стрелац Луис Ернандез Паоло Ванчоп (по 4. гола) |